# Ženská studia
Ženská studia (anglicky women's studies) jsou oborem, čerpajícím z feministické a interdisciplinární metodologie. Centrem zájmu ženských studií je život žen. Zkoumají sociální a kulturní konstrukt genderu, systémy privilegia a útlaku a vztah mezi mocí a genderem v jejich intersekci s ostatními identitami a sociálními pozicemi jako jako rasa, sexuální orientace, socio-ekonomická třída a disabilita.
Ke konceptům spojeným s ženskými studii patří feministická teorie, teorie stanoviska, intersekcionalita, multikulturalismus, transnárodní feminismus, sociální spravedlnost, afektová studia, agentivita, biopolitika, materialismus či embodiment. Praxe výzkumu a metodologie zahrnuje etnografii, autoetnografii, ohniskové skupiny, dotazníky, výzkumy komunit, analýzu diskurzu, ale také kritickou analýzu diskurzu, poststrukturalismus a queer teorii. Obor zkoumá a kritizuje různé společenské normy týkající se genderu, rasy, třídy, sexuality a dalších společenských nerovností.
Ženská studia souvisí s genderovými studii, feministickými studii a studii sexuality a šířeji také kulturními a etnickými studii a afroamerickými studii.
V současnosti kurzy ženských studií nabízí více než sedm set institucí v USA a celosvětově se vyučují ve více než čtyřiceti zemích.